# Wilhelm Treitz
Wilhelm Treitz (* 13. Juni 1838 in Düsseldorf; † 21. Juni 1869 in Marburg) war ein deutscher Anglist und Romanist.

## Leben und Werk
Treitz promovierte in Tübingen und habilitierte sich 1864 an der Universität Bonn bei Friedrich Diez und Nikolaus Delius für romanische und englische Philologie mit der Schrift Über die Sprache des Orrmulum. 1865 las er vertretungsweise in Münster über Shakespeares Julius Caesar und „Geschichte und Grammatik der englischen Sprache“. Er war 1866 Privatdozent in Bonn und wurde 1868 als Nachfolger von Ludwig Lemcke auf eine Professur für neuere Sprachen und abendländische Literatur nach Marburg berufen, erkrankte dort aber noch im selben Jahr an einer Geisteskrankheit (Nachfolger: Bernhard ten Brink).

## Schriften
- Über die Deklination der starken Substantiva im Gotischen. In: Kuhns Zeitschrift für vergleichende Sprachwissenschaft. 16, 1867, S. 344–356.
- Gothische und angelsächsische Etymologie. In: Verhandlungen der 25. Versammlung deutscher Philologen und Schulmänner in Halle vom 1. – 4. Oktober 1867.
- De vocalibus neoanglosaxonicis commentatio. Marburg 1969.